# Lukas Enembe

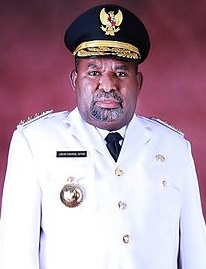
Lukas Enembe

Lukas Enembe (* 27. Juli 1967 als Lomato Enembe in Mamit, Tolikara, Provinz Papua; † 26. Dezember 2023 in Jakarta) war ein indonesischer Politiker der Demokratischen Partei (PD).

## Leben
Lukas Enembe, geboren 1967 als Lomato Enembe, besuchte bis 1980 die SD-YPPGI-Schule in Mamit, danach bis 1983 die SMPN-1-Mittelschule in Jayapura und dort auch bis 1986 die SMAN-3-Oberschule. Einen Bachelor der Sozial- und Politikwissenschaft erhielt er 1995 von der Sam-Ratulangi-Universität in Manado auf Sulawesi.
Der im Mai 2019 fertiggestellte Lukas Enembe Sports Complex wurde nach ihm benannt. In ihm befindet sich das Lukas Enembe Stadium mit einer Kapazität von 40.263 Zuschauern, das in Jayapura für die PON XX, eine Multisportveranstaltung, gebaut wurde. Die Umbenennung von Papua Bangkit Stadium in Lukas Enembe Stadium erfolgte im Oktober 2020. Lukas Enembe war verheiratet und Vater von drei Kindern.

## Politik
Von 2003 bis 2006 war er im Vorstand der christlichen Partai Damai Sejahtera (PDS), ab 2006 war er Vorsitzender der Demokratischen Partei in Papua.
Von 2001 bis 2005 war er stellvertretender Regierungspräsident des Regierungsbezirks Puncak Jaya, von 2007 bis 2012 war er Regierungspräsident dieses Bezirks. 2013 wurde er als erster Papuaner aus dem westpapuanischen Hochland mit 52 Prozent der gültigen Stimmen zum Gouverneur der Provinz Papua gewählt, 2018 wurde er mit 67,54 Prozent der gültigen Stimmen wiedergewählt.

## Verhaftung
Im Januar 2023 verhaftete die Corruption Eradication Commission den Gouverneur von Papua Lukas Enembe im Rahmen einer Untersuchung wegen Korruption in der Infrastrukturentwicklung der Region. Er wurde zu acht Jahren Gefängnis verurteilt. Lukas Enembe starb am 26. Dezember 2023 im Alter von 56 Jahren im Armeekrankenhaus Gatot Subroto in Jakarta, wo er wegen Nierenversagens behandelt wurde.